# Erol Alkan

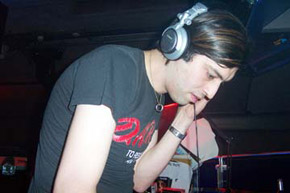
Erol Alkan

Erol Alkan is een in Londen gevestigde electro-dj van Turkse afkomst. Hij was de medeoprichter en vaste dj van de clubnacht Trash. Trash werd gehouden in de nachtclub The End in het centrum van Londen, en in de tien jaar dat het bestond (1997-2007), waren er onder andere optredens van Peaches, LCD Soundsystem, Yeah Yeah Yeahs, The Kills, Gonzales, Klaxons, The Rapture, Death from Above 1979 en Electric Six.
Alkan bracht verschillende remixes uit onder de naam Kurtis Rush in het begin van 2000, waaronder een remix van "Can't Get You Out of My Head" van Kylie Minogue en van "Blue Monday" van New Order. Alkan gebruikt ook wel de naam Mustapha 3000 en is de helft van de rock-formatie, Beyond the Wizard's Sleeve.
Alkan heeft remixes gemaakt voor artiesten als Mylo, Bloc Party, Daft Punk, The Chemical Brothers en Digitalism gemaakt, en in 2006 werd hij vanwege zijn remixes voor de Scissor Sisters, Justice en Franz Ferdinand door het Britse muziektijdschrift Mixmag uitgeroepen tot dj van het jaar.
In 2012 compileerde en mixte Alkan het I Love Techno-album voor het platenlabel Lektroluv. In de jaren daarna draaide hij ook geregeld met Daniel Avery.

## Discografie

### Albums
- A Bugged Out Mix by Erol Alkan (2005)

### Remixes
- "Drop the Pressure" van Mylo (2004)
- "Rocker" van Alter Ego (2004)
- "Romantic Rights" van Death from Above 1979 (2004)
- "Believe" van The Chemical Brothers (2005)
- "She's Hearing Voices" van Bloc Party (2005)
- "Zoo Time" van Mystery Jets (2005)
- "Do You Want To" van Franz Ferdinand (2006)
- "Boy from School" van Hot Chip (2006)
- "The Brainwasher" van Daft Punk (2006)
- "Squaque Eyes" van Riton (2006)
- "Atlantis to Interzone" van Klaxons (2006)
- "Waters of Nazareth" van Justice (2006)
- "I Don't Feel Like Dancin'" van Scissor Sisters (2006)
- "Golden Skans" van Klaxons (2007)
- "Jupiter Room" van Digitalism (2007)
- "Engine" van LA Priest (2007)

### Dj-mixes
- "I Love Techno 2012"